# Fraternidade Sacerdotal de São Pio X
A Fraternidade Sacerdotal São Pio X (Fraternitas Sacerdotalis Sancti Pii X em latim - FSSPX) é uma sociedade de vida apostólica internacional autodeclarada católica tradicionalista, fundada em 1970 pelo arcebispo francês Dom Marcel Lefebvre. O atual superior geral da sociedade é o Padre Italiano Davide Pagliarani.
A sociedade é conhecida como um defensora da Missa Tridentina, juntamente com práticas de piedade, crenças, costumes e a disciplina religiosa associadas com o período anterior ao do Concílio Vaticano II, que a sociedade acredita ter promovido ensinamentos errôneos e heréticos, sobre questões como a revisão litúrgica, o ecumenismo, a liberdade religiosa, a relação da Igreja Católica sobre as outras religiões e as relações com os judeus e não-cristãos.
A Fraternidade adota uma postura de reconhecer e, ao mesmo tempo, resistir ao Sumo Pontífice. Embora afirme, de forma concreta, que o Papa é o sucessor de Pedro, na prática age como se não o fosse — de modo semelhante aos protestantes e aos sedevacantistas.
As tensões entre a sociedade e a Santa Sé atingiram o seu auge em 1988, quando o Arcebispo Lefebvre consagrou quatro bispos contra as ordens do Papa João Paulo II, resultando em uma declaração de excomunhão latae sententiae contra os bispos consagrantes e consagrados, uma excomunhão retirada em 2009 pelo Papa Bento XVI com a esperança expressa de que todos os membros da sociedade rapidamente voltassem à plena comunhão de acordo com Roma.
Discussões formais entre a Santa Sé e a sociedade começaram em 2009 e chegaram a um estágio crítico em 2012, quando o Bispo Dom Bernard Fellay rejeitou em 13 de junho o documento doutrinário apresentado a ele em 15 de abril, onde se exigia da Fraternidade a aceitação do Concílio Vaticano II (incluindo os pontos sobre Liberdade Religiosa e Ecumênismo). Fellay perguntou ao Papa Bento XVI se esse documento teve aprovação pessoal do Papa e este lhe enviou uma carta manuscrita assegurando-lhe que tinha. Em 27 de junho de 2013, os três bispos da sociedade rejeitaram formalmente as propostas da Santa Sé.
Em 2015, o Papa Francisco devolveu canonicamente as faculdades sacerdotais dos padres da fraternidade, ao conferir-lhes o direito de atenderem a confissões e, em 2017, celebrarem matrimônios, ambos de forma válida e lícita, com o intuito de faze-lós retornar a plena comunhão com Roma. Nas palavras dele “o estado atual das relações é de fraternidade”. Além disso, assegurou que “com Dom (Bernard) Fellay temos uma boa relação, falamos algumas vezes. Eu não gosto de apressar as coisas…, caminhar, caminhar…, e logo já veremos. Para mim não é um problema de vencedores ou de vencidos. É um problema de irmãos que devem caminhar juntos procurando a forma de dar passos adiante”.

## História

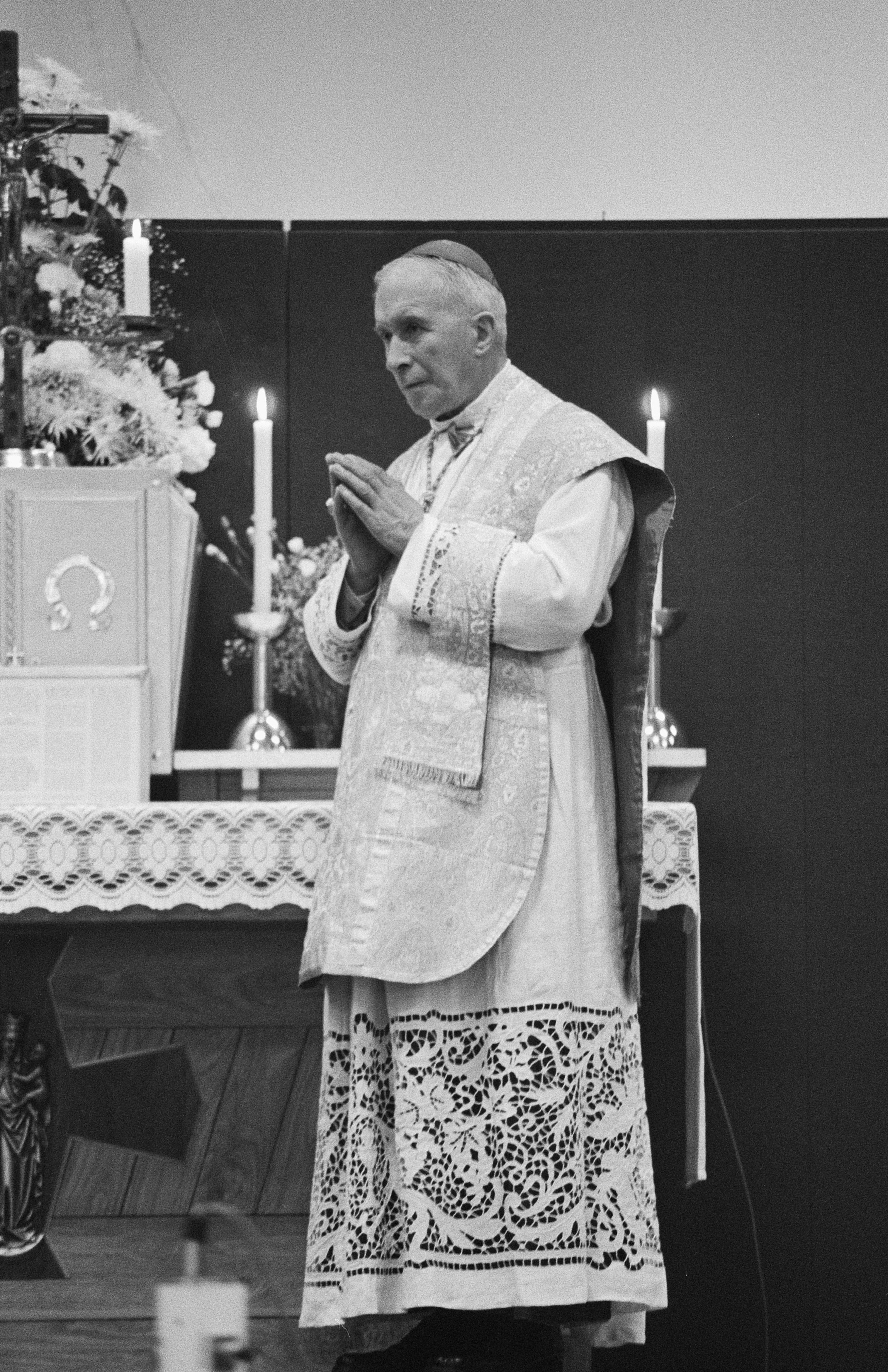
Dom Marcel Lefebvre, fundador da Fraternidade, celebrando a Missa Tridentina

A Fraternidade reconhece a validez, porém não a licitude da Missa do Vaticano II do Papa Paulo VI (se celebrado devidamente), mas afirma que, tendo sido arranjado artificialmente com a assistência de seis pastores protestantes, e com a degradação de orações católicas milenares, introdução de orações judaicas e influência maçônica, tendo também ela partido de um Concílio não-dogmático e ao mesmo tempo que há um corte com a Tradição católica, ele rompe com o processo de desenvolvimento orgânico da liturgia católica através dos séculos e está imbuído de uma mentalidade contrária à Doutrina tradicional sobre o Santo Sacrifício da Missa.
Após conflitos com a Santa Sé e tentativas de acordo, o arcebispo Dom Marcel Lefebvre finalmente redige uma carta ao Vaticano na qual diz que pela urgência da sua velhice, depois de um ano da data de envio daquela mesma carta de pedido, ordenará bispos caso o Vaticano não dê sinal de marcar a data para as ordenações de sucessão na Fraternidade, pois Dom Lefebvre não havia recebido permissão para a ordenação. Procede então em 30 de Junho de 1988, à sagração de quatro bispos sem a aprovação papal. Dois dias depois, o Papa João Paulo II, no motu proprio «Ecclesia Dei Adflicta», adverte que o arcebispo e os quatro bispos incorreram em excomunhão automática, segundo o Novo Código de Direito Canónico (can. 1364.1 e 1382). Entretanto, a Fraternidade rebate a acusação, afirmando que o arcebispo não conferiu aos quatro bispos qualquer jurisdição, limitando-se a transmitir-lhes o poder de ministrar os sacramentos do Crisma e da Ordem segundo o rito romano tradicional. Afirma, ainda, que o "estado de necessidade" (CDC novo, Cânon 1323.4.º), ou mesmo a simples crença inculpável de encontrar-se nele (CDC novo, Cânon 1323.7.º), é suficiente para invalidar a aplicação de excomunhão neste caso.
O Papa Bento XVI chegou a declarar que, por motivos doutrinais e não disciplinares, a FSSPX não tem estatuto canônico regular na Igreja Católica e, por causa dessa falta de status canônico, os ministérios exercidos por seus sacerdotes não são legítimos na Igreja. No entanto, o então superior geral da sociedade, Dom Bernard Fellay, sustenta que o ministério eclesial dos sacerdotes da Sociedade é legítimo, sendo justificado como estado de necessidade assim como as sagrações feitas por Mons. Lefebvre na crise atual do catolicismo.
A Fraternidade dá mostras de fidelidade a Roma, como a peregrinação à cidade eterna no Jubileu do ano 2000 e as orações diárias pelo Papa.
Ela também acusa as paróquias não tradicionais, como de partidárias de um cisma velado e de uma resistência mais ou menos explícita a muitas das orientações do Papa Bento XVI e do próprio Papa Francisco. O superior-geral da FSSPX era, desde 1994, o bispo Bernard Fellay (um dos quatro bispos ordenados em 1988 por Lefebvre), que no Verão de 2006 foi reconduzido no cargo por mais um mandato de doze anos. Em 11 de julho de 2018, o 4.º Capítulo Geral da FSSPX, que durou até 21 de julho de 2018, no Seminário São Pio X de Ecône (Suíça), elegeu o Padre Davide Pagliarani como Superior Geral por 12 anos.

## Apologética

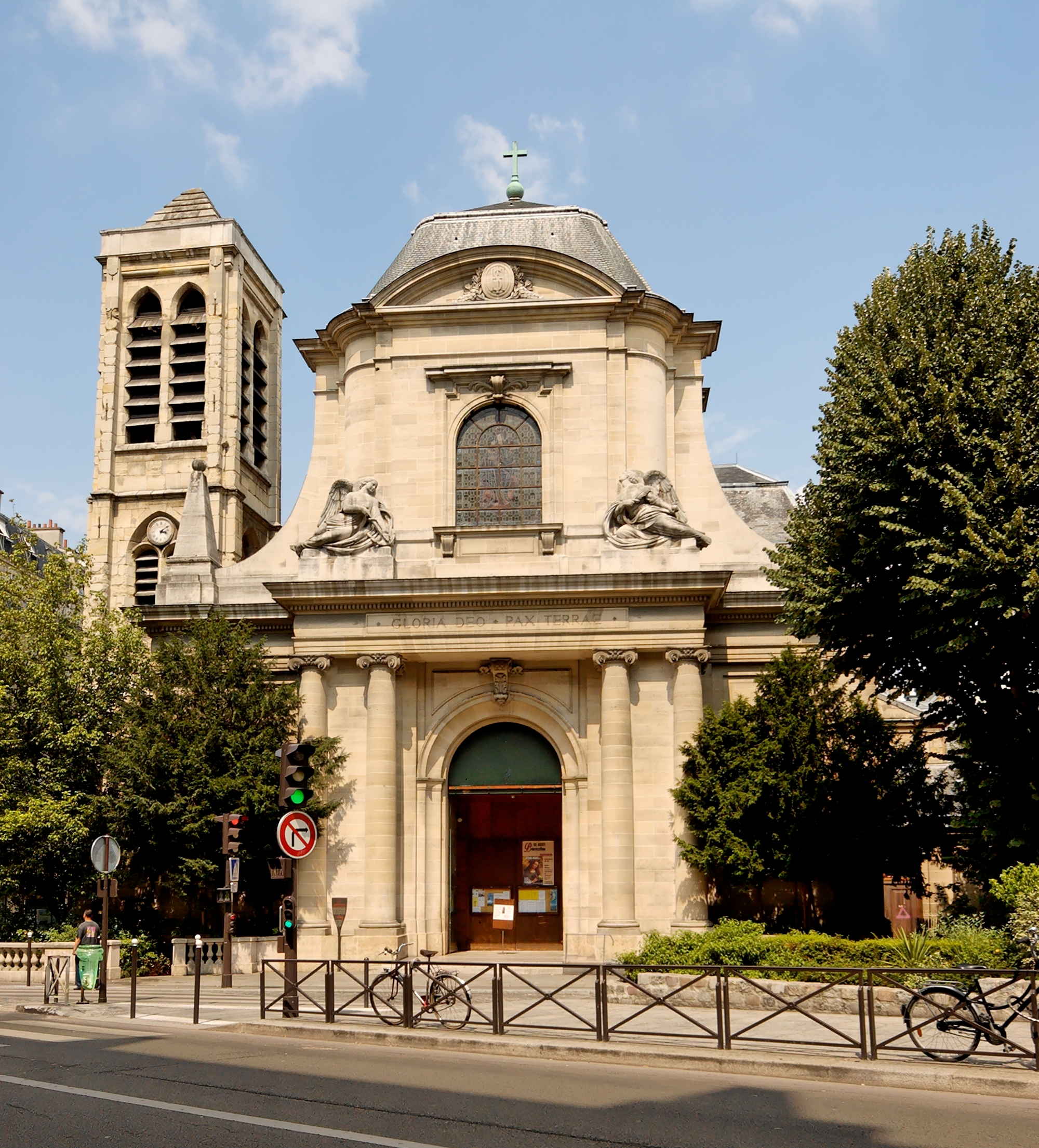
Igreja de Saint-Nicolas-du-Chardonnet em Paris, administrada pela Fraternidade, celebra todos os dias apenas o rito tradicional.

A Fraternidade opõe-se, de modo expresso, às reformas feitas na Igreja Católica após o Concílio Vaticano II, criticando especialmente o ecumenismo, a liberdade religiosa e a colegialidade dos bispos.
A FSSPX argumenta que os princípios do pós-Concílio representam um desvio em direção ao protestantismo, ao liberalismo e aos ideais da maçonaria, adversários históricos do catolicismo e, sobretudo o embarque na heresia modernista.
Para isso, a Fraternidade se utiliza de documentos do Magistério Ordinário de modo a justificar suas posições doutrinárias, escolhendo alguns documentos produzidos ao longo história da Igreja, como a «Mortalium Animos» do Papa Pio XI «Quod aliquantulum» de Pio VI, a «Post tam diuturnitas» de Pio VIII, a «Mirari vos» de Gregório XVI, a «Quanta cura» e o «Syllabus» de Pio IX, a «Rerum Novarum», a «Humanum Genus» e a «Immortale Dei» de Leão XIII.

## Situação Canônica

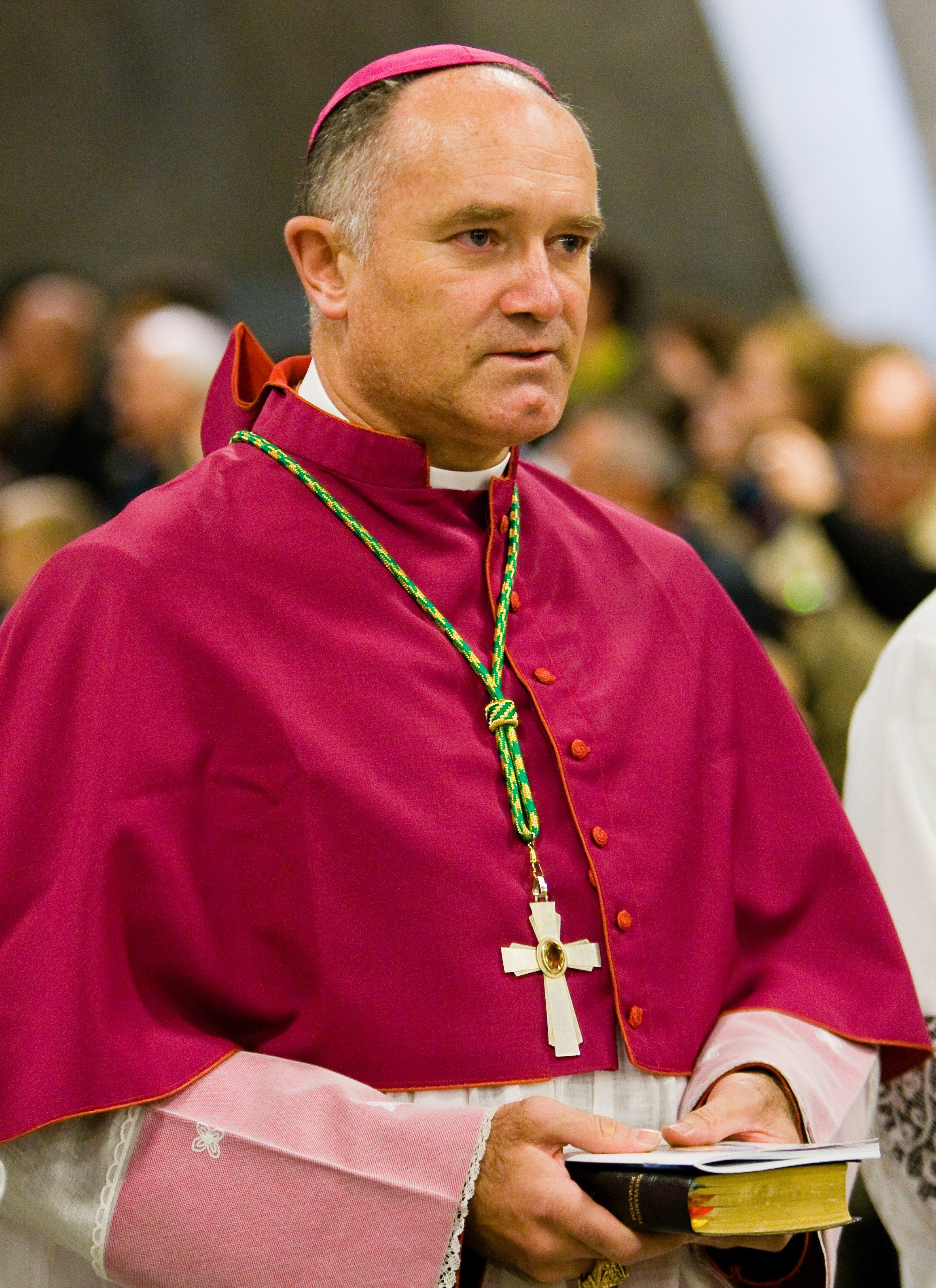
Dom Bernard Fellay na cidade de Lourdes, em 2008.

Em decisão da Congregação para a Doutrina da Fé, datada de 28 de junho de 1993, o até então prefeito Cardeal Ratzinger (futuro Bento XVI), declarou que os fiéis que frequentassem as capelas e igrejas da FSSPX não estariam excomungados.
Por causa de questões de direito canónico, nomeadamente a necessidade de julgarem causas de nulidade de matrimónio, a FSSPX instituiu tribunais matrimoniais de suplência. Os Bispos da Fraternidade afirmam que a necessidade destes tribunais deve-se aos princípios personalistas adoptados pela Rota Romana no pós-concilio, que resultaram em um dramático aumento do número de decretos de nulidade matrimonial: de 338 para 59.030 por ano apenas nos Estados Unidos, onde o processo ganhou a alcunha de "divórcio católico". A FSSPX alega que, dado o enorme risco de adultério decorrente de anulações indevidas, a Igreja supriria ("Ecclesia supplet") a jurisdição requerida para a instauração de tribunais provisórios, visto que a lei suprema é a salvação das almas ("Lex suprema salus animarum est").
No sábado, dia 24 de janeiro de 2009, Dia Internacional da Memória, o Papa Bento XVI, como ato de “paz e misericórdia”, segundo divulgado, revogou a excomunhão dos quatro bispos, de acordo com Roma, excomungados latae sententiae. Porém, segundo o papa, os bispos da fraternidade continuam suspensos a divinis. A questão da FSSPX é uma discussão interna da Igreja Católica, não é, portanto, uma igreja paralela.
Em novembro de 2012 em comunicado oficial, a FSSPX rejeita formalmente o acordo proposto pelo Papa Bento XVI cujas tentativas de negociação culminaram com a expulsão do Bispo Richard Williamson.
O Cardeal Dario Castrillón Hoyos, prefeito da Congregação do Clero e presidente da comissão Ecclesia Dei afirmou em 2005 que "Não estamos diante de uma heresia. Não se pode dizer em termos corretos, exatos, precisos, que haja um cisma. Há, no fato de consagrar bispos sem o mandato pontifício, uma atitude cismática. Eles estão dentro da Igreja. Há somente o fato de que falta uma plena, uma mais perfeita – como foi dito durante o encontro com Dom Fellay – uma comunhão mais plena, porque a comunhão existe”.
Pela afirmação do Cardeal Edward Cassidy, presidente do Conselho Pontifício para a Unidade dos cristãos, pode-se afirmar que acredita na existência do estado de necessidade na Fraternidade, que supriria a jurisdição, validando os sacramentos de Crisma e Matrimônio da FSSPX:
“Quanto a vossa pergunta, gostaria de sublinhar de imediato que o Dicastério sobre o ecumenismo não tem uma relação direta com a Fraternidade São Pio X. A situação dos membros dessa Sociedade é uma questão interna da Igreja católica. A Fraternidade São Pio X não é uma outra Igreja ou Comunidade eclesial no sentido que esse Dicastério utiliza. Certamente, a missa e os sacramentos administrados pelos padres da Fraternidade são válidos”.— Cardeal Edward Cassidy
Dom Athanasius Schneider, bispo auxiliar de Santa Maria em Astana, afirmou que:
"Não há razões de peso para negar aos sacerdotes e fiéis da FSSPX um reconhecimento canônico oficial".
Mons. Lefebvre, afirmou no sermão da sagração:
"É necessário que vocês compreendam bem que não queremos por nada nesse mundo que essa cerimônia seja um cisma. Não somos cismáticos. Se a excomunhão foi pronunciada contra os bispos da China que se separaram de Roma e que se submeteram ao governo chinês, entendemos muito bem porque o papa Pio XII os excomungou. Porém, para nós não se trata de nos separarmos de Roma e de nos submetermos a um poder qualquer estranho a Roma, e constituir uma espécie de Igreja paralela como o fizeram, por exemplo, os bispos de Palmar de Troia na Espanha, que nomearam um papa, que criaram um colégio de cardeais. Para nós não se trata de nada disso. Longe de nós esses pensamentos miseráveis de nos distanciar de Roma. Muito ao contrário, é para manifestar nossa adesão à Roma que realizamos essa cerimônia. É para manifestar nossa adesão à Igreja de sempre, ao papa, e a todos aqueles que precederam esses papas que, infelizmente, desde o concílio do Vaticano II acreditaram ter o dever de aderir a erros, erros graves que estão demolindo a Igreja e destruindo todo o sacerdócio católico."— Dom Lefebvre

### Situação atual
No dia 1.º de setembro de 2015, o papa anunciou que todos os fiéis que se confessassem, durante o Ano Santo da Misericórdia, com os padres da Fraternidade São Pio X receberiam uma “absolvição válida e lícita de seus pecados”. Em um comunicado de imprensa publicado naquele mesmo dia, a Casa Geral da FSSPX agradeceu ao papa recordando que: “No ministério do sacramento da penitência, ela sempre se apoiou, com toda a certeza, na jurisdição extraordinária conferida pela Normae generales do Código de Direito Canônico. Por ocasião do Ano Santo, o Papa Francisco quer que todos os fiéis que desejam se confessar com os padres da Fraternidade São Pio X possam fazê-la sem serem importunados”.
Em 20 de novembro de 2016, a Carta Apostólica do papa Francisco, Misericordia et misera (nº. 12) estendeu para além do Ano da Misericórdia a faculdade de confessar concedida em 1.º de setembro de 2015. Embora a situação de crise que a Igreja atravessa infelizmente continua a mesma, a perseguição que privava injustamente os padres e fiéis da jurisdição ordinária cessou, desde que foi concedida pelo sumo pontífice.
Em 4 de abril de 2017 foi publicada uma carta do Prefeito da Congregação para a Doutrina da Fé e do presidente da Pontifícia Comissão Ecclesia Dei dirigida aos presidentes das conferências dos bispos. O cardeal Gerhard Ludwig Müller recordou a decisão do papa Francisco “de conceder a todos os padres [da Fraternidade] poderes de confessar validamente os fiéis a fim de assegurar a validade e a licitude do Sacramento que eles administram”. Em seguida, anunciou as novas disposições do Santo Padre que, com o mesmo espírito, “decidiu autorizar os Ordinários locais a também conceder a permissão para a celebração de casamentos de fiéis que seguem a atividade pastoral da Fraternidade”
Em outubro de 2017 o Cardeal Raymond Burke afirmou que os membros da fraternidade estão em cisma com a Igreja Católica :
"– Apesar dos diferentes argumentos relativos a este tema, o fato em questão é que a Sociedade Sacerdotal São Pio X está em cisma desde que o falecido Arcebispo Marcel Lefebvre ordenou quatro bispos sem a autorização do Romano Pontífice."
"– E por isso não é legítimo participar da Missa ou receber os sacramentos em uma igreja que está sob a liderança da Sociedade Sacerdotal de São Pio X."

## Membros
A FSSPX está organizada em:

O Seminário Internacional de São Pio X foi o primeiro seminário da fraternidade a ser criado, na cidade de Écône, Suíça. Até 2021, a fraternidade possui outros 5 seminários além do de Écone, na Alemanha, França, Argentina, Austrália e Estados Unidos.

- Distritos: países ou grupos de países onde há mais de três priorados: são actualmente treze (Alemanha, América do Sul, Ásia, Austrália, Áustria, Bélgica/Países Baixos, Canadá, Estados Unidos, França, Reino Unido, Itália, México e Suíça);
- Casas autónomas: seis distritos em preparação (Brasil, África do Sul, Espanha/Portugal, Gabão, Irlanda, Quénia e Países de Leste);
- Seminários: actualmente em número de seis (Ecône, na Suíça; Flavigny, em França; La Reja, na Argentina; Holy Cross, na Austrália; Winona, nos EUA; e Zaitzkofen, na Alemanha).

Desconsiderando as ordens latinas e orientais aliadas à Fraternidade, ela conta atualmente com 658 sacerdotes, 128 Irmãos, 186 Irmãs em 25 casas (164 professoras, 14 noviças e 8 postulantes), 74 Oblatas, 217 Seminaristas e 40 pré-seminaristas. Está presente em 37 países e visita regularmente outros 33. Tem 1 Casa Geral, 14 Distritos e 2 Casas Autônomas, 6 Seminários, 163 priorados, 750 centros de missa, mais de cem escolas (do Ensino Básico ao Médio), 2 universidades e 7 casas de exercícios espirituais, 4 conventos de freiras carmelitas (Dados de 19 de Março de 2015.)
Os aliados latinos à Fraternidade são mosteiros e conventos tradicionalistas Beneditinos, Capuchinhos, Os Cooperadores de Cristo-Rei, Dominicanos, Marianosses, Fraternidade da Transfiguração, O Trabalho da Estrela, Béthaniennes, Clarissas, Discípulos do Cenáculo, Instituto Nossa Senhora do Rosário, Instituto Rainha da Paz, As Filhas de Maria do Preciosíssimo Sangue, Franciscanos, As Pequenas Irmãs de São João Batista, Os Servos de Jesus, O sacerdote e do Coração de Maria, As irmãs consoladoras do Sagrado Coração de Jesus, Irmãs correctores do Espírito Santo.
Os aliados orientais à Fraternidade são tradicionalistas da Fraternidade Sacerdotal São Josafá, Fraternidade Sacerdotal São João Batista, as irmãs do mosteiro católico grego da Ordem Studite e as Irmãs Basilianas da Ucrânia.

## Dissidências
Existem muitos membros da FSSPX que optaram por se separar da mesma por diferentes razões:
- Fraternidade Sacerdotal de São Pedro (FSSP): em situação canônica regular com a Igreja Católica;
- Fraternidade Sacerdotal de São Josafá (FSSJK) – sociedade oriental aliada à FSSPX: situação canônica irregular;
- Fraternidade Sacerdotal de São João Batista (FSSJB) – sociedade oriental aliada à FSSPX: situação canônica irregular;
- Fraternidade Sacerdotal de São Pio V (FSSPV): não está em comunhão com a Igreja Católica;
- Instituto do Bom Pastor (IBP): em situação canônica regular com a Igreja Católica;
- Congregação dos Redentoristas Transalpinos: em situação canônica regular com a Igreja Católica;
- Instituto Mater Boni Consilii: grupo sedeprivacionista – não está em comunhão com a Igreja Católica;
- União Sacerdotal Marcel Lefebvre - grupo ligado ao Bispo Dom Williamson – situação canônica irregular.